# Monastero di Jaroměřice nad Rokytnou
Il monastero di Jaroměřice nad Rokytnou, anche noto come monastero dei Servi di Maria (in ceco Servitský klášter), è il monastero dell'ordine dei Servi di Maria che si trova vicino al complesso del castello di Jaroměřice nad Rokytnou, comune del Distretto di Třebíč nella Regione di Vysočina, Repubblica Ceca. La struttura è stata edificata nel XVII secolo.

## Storia

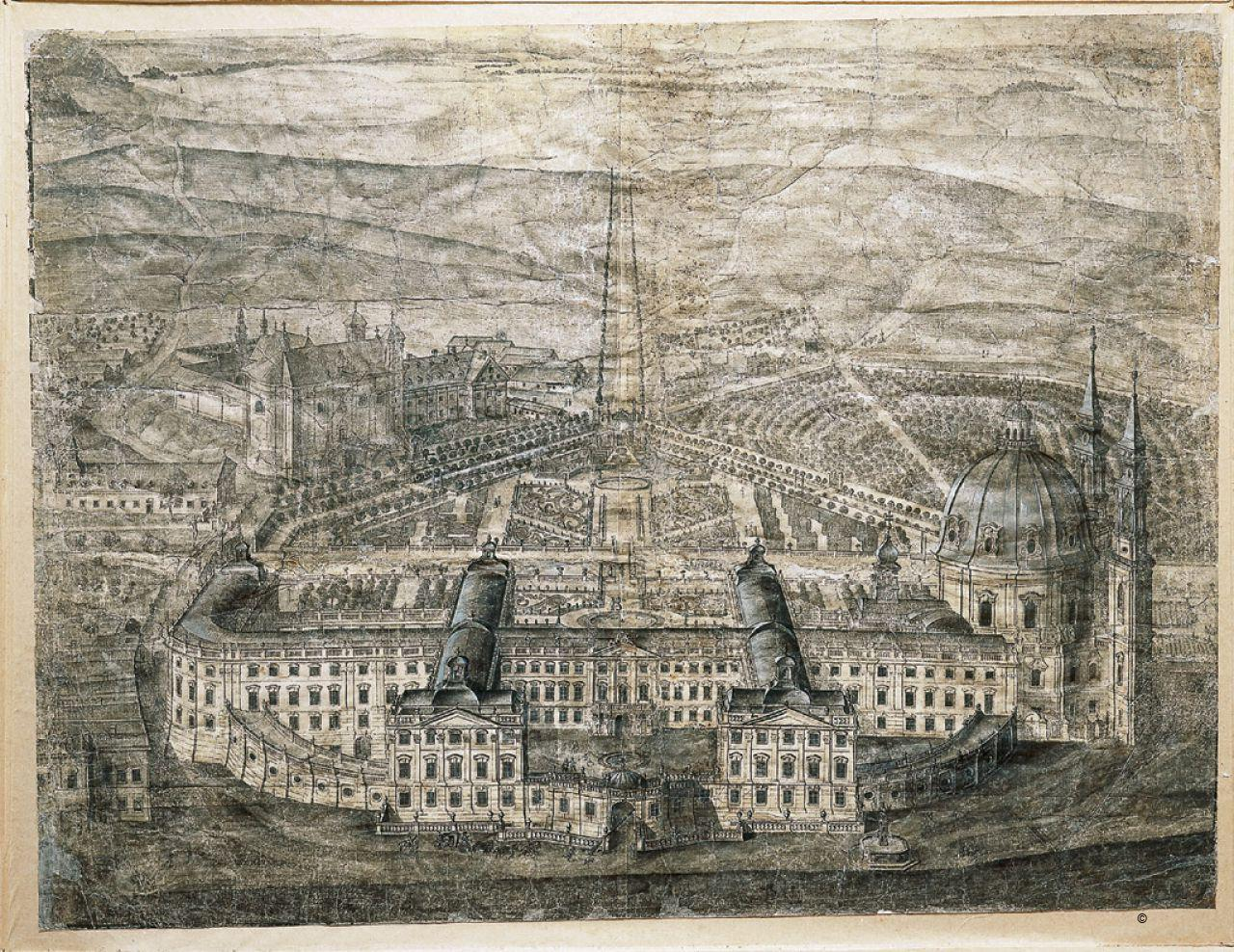
Veduta della struttura del castello. A sinistra dietro il parco si trova il monastero dei Servi con la chiesa che poi venne abbattuta

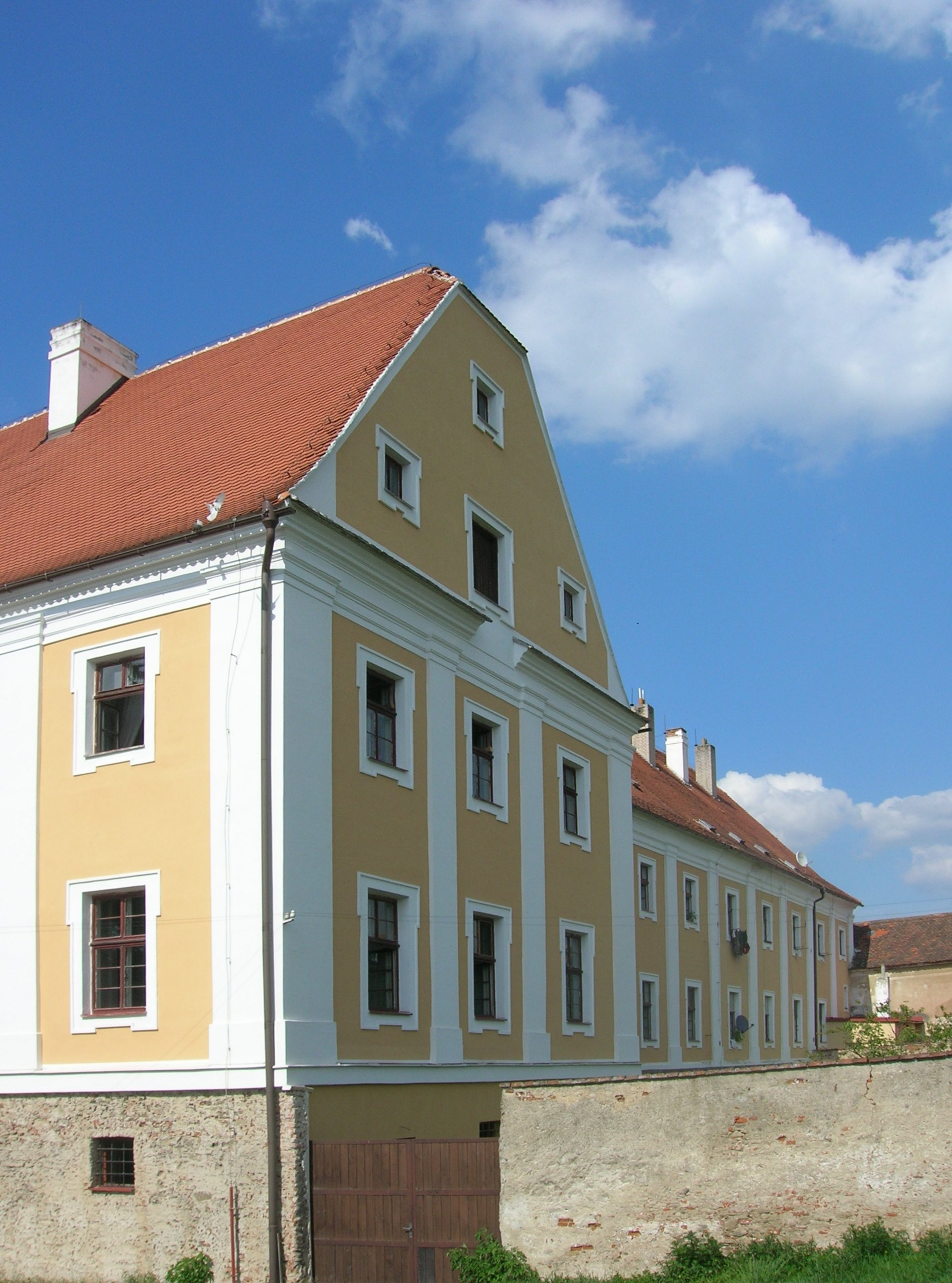
Monastero dei Servi a Jaroměřice nad Rokytnou, facciata posteriore

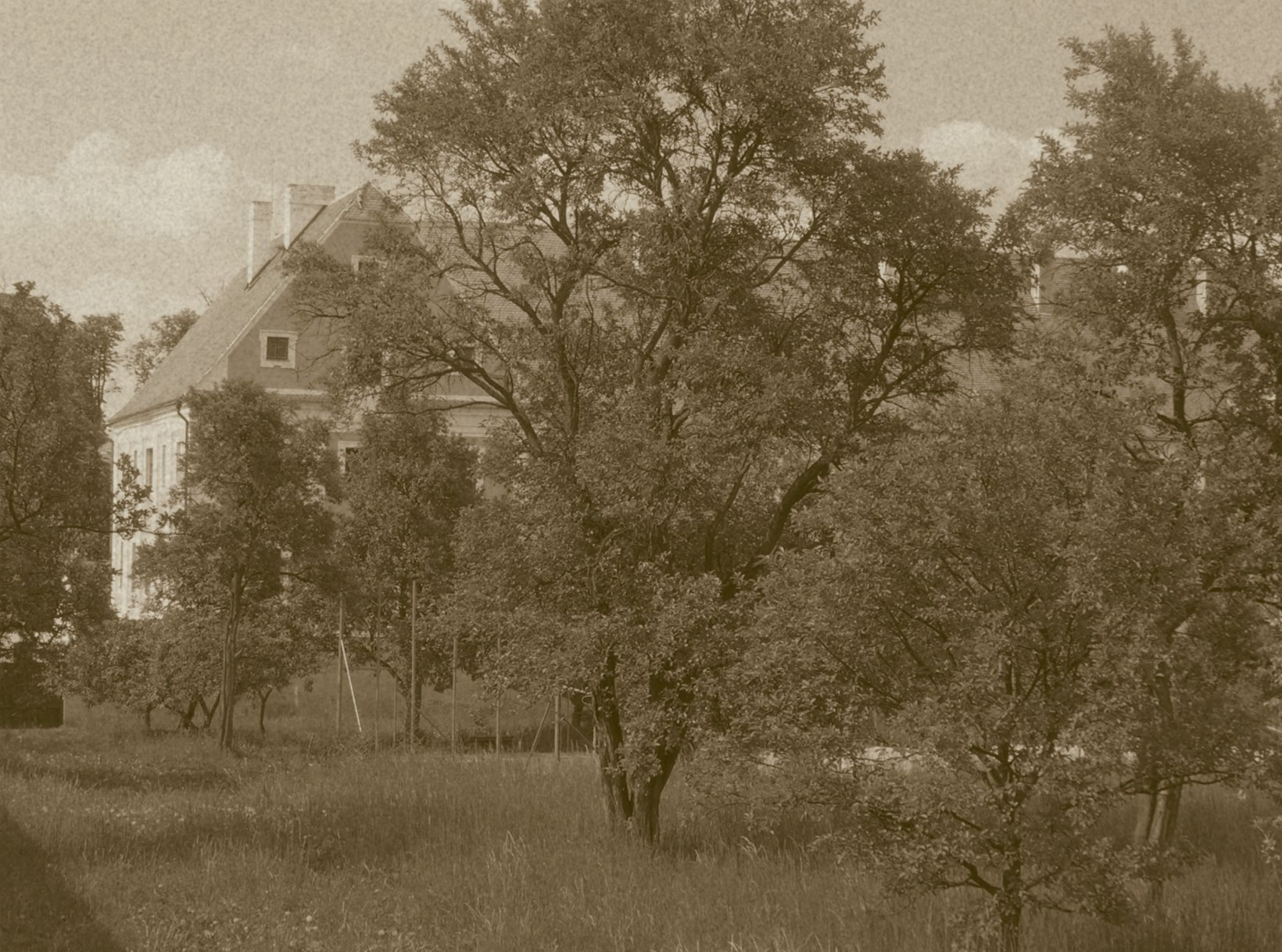
Giardini del monastero

Il primo nucleo del futuro monastero fu la chiesa costruita nel XVII secolo per volere di Antonín Questenberk. La prima messa venne celebrata il 17 settembre 1673 e vi partecipò anche l'imperatore Leopoldo I d'Asburgo. Solo successivamente venne edificato il monastero affidato all'ordine dei Servi di Maria su consiglio della sorella dell'imperaratore e per volontà degli stessi monaci Jaroměřice. Il monastero venne ultimato il 16 ottobre 1679. Poco più di un secolo dopo, col decreto imperiale di Giuseppe II d'Asburgo-Lorena, il 12 gennaio 1782, l'ordine monastico fu soppresso il 18 settembre 1784 il monastero dei Serviti di Jaroměřice fu chiuso. La chiesa col suo chiostro furono demoliti e i terreni furono venduti come terreni edificabili. La cappella divenne in seguito un edificio utilizzato per fini residenziali. Anche il giardino del monastero subì in parte lo stesso destino. Nel 1833 le strutture che erano rimaste risultarono utilizzate come canonica e scuola. Per la scuola fu costruito nel 1899 un nuovo edificio. Il parroco
utilizza ancora i locali dell'ex monastero.

## Descrizione
L'ormai ex monastero si trova nelle immediate vicinanze del complesso del castello di Jaroměřice nad Rokytnou, comune della Regione di Vysočina, Repubblica Ceca. 
La struttura che ci è pervenuta è di ampie dimensioni anche se notevolmente inferiori a quelle del XVII secolo. L'edificio comprende una parte di maggiore altezza che si eleva, oltre ai tre piani dell'ala collegata, col sottotetto mansardato. Parte della struttura è delimitata da mura e vi si accede da un portale con arco ribassato. Attorno vi sono ancora i resti dell'antico giardino.

### Monumento culturale della Repubblica Ceca
La tutela dei monumenti della Repubblica Ceca considera il monastero di Jaroměřice nad Rokytnou un monumento culturale tutelato col numero di catalogo 1000158297.